# Хербициди
Хербициди су различита хемијска једињења, претежно органског порекла, намењена за уништавање биљака. Реч хербицид потиче од латинских речи herbum (herbi) што значи трава, биљка и caedare што значи убити, уништити. Сва једињења са фитоцидним особинама могла би се означити хербицидима. Међутим, у практичном смислу под хербицидима се подразумевају само она једињења која се користе у борби против коровског биља, мада хербициди могу деловати и на гајене биљке, што захтева добро познавање деловања сваког хербицида.
Селективни хербициди сузбијају одређене врсте корова, док жељени усев остављају релативно неоштећеним. Неселективни хербициди (који се понекад називају тоталним средствима за уништавање корова у комерцијалним производима) могу се користити за чишћење отпада, индустријских локалитета и градилишта, железница и железничких насипа, јер они убијају сав биљни материјал са којим долазе у контакт. Поред селективности/неселективности, друге важне разлике укључују постојаност (познату и као резидуално деловање: колико дуго производ остаје на месту и остаје активан), начин преузимања (да га апсорбује само надземно лишће, или се апсорпција одвија кроз корење, или на други начин) и механизам деловања (како функционише). Историјски гледано, производи као што су обична со и друге металне соли коришћени су као хербициди, међутим постепено је опадала потражња за њима, а у неким земљама је део њих забрањен због постојаности у тлу и забринутости због токсичности и загађења подземних вода. Хербициди су такође коришћени у ратовању и сукобима.
Савремени хербициди су често синтетички опонашивачи природних биљних хормона који ометају раст циљних биљака. Термин органски хербицид попримио је значење хербицид намењен за органску пољопривреду. Неке биљке производе и сопствене природне хербициде, као што је род Juglans (ораси) или кисело дрво; такво деловање природних хербицида и других сродних хемијских интеракција назива се алелопатија. Због отпорности на хербициде - што један од главних проблема у пољопривреди - бројни производи комбинују хербициде са различитим начинима деловања. Интегрисано управљање штеточинама може користити хербициде заједно са другим методама сузбијања штеточина.
У Сједињеним Државама 2012. године, око 91% целокупне употребе хербицида, утврђено према тежини, било је у пољопривреди.‍:12 У 2012. години светски издаци за пестициде износили су скоро 24,7 милијарди долара; хербициди су чинили око 44% те продаје и чинили су највећи део, затим инсектициди, фунгициди и фумиганти.‍:5 Хербициди се такође користе у шумарству, где су пронађене одређене формулације за сузбијање врста тврдог дрвета у корист четинара након сече, као и пашњачких система, и у управљању подручјима издвојеним као станишта дивљих животиња.

## Историја
Пре широко распрострањене употребе хербицида, за сузбијање корова се користила обичајна контрола, попут промене pH тла, сланости или нивоа плодности. Механичка контрола (укључујући ратарство) такође се користила (и још увек се користи) за сузбијање корова.

### Први хербициди
Иако су истраживања хербицида започета почетком 20. века, први велики пробој био је резултат истраживања потенцијалне ратне употребе хербицида обављеног у Уједињеном Краљевству и Сједињеним Државама током Другог светског рата. Први модерни хербицид, 2,4-D, први пут је открио и синтетисао В. Г. Темплман из Империјалним хемијским индустријама. Године 1940, он је показао да би „Супстанце за раст које би се примењивале на одговарајући начин убиле одређене широколисне корове у житарицама без штете на усевима“. Његов тим је до 1941. успео да синтетише ту хемикалију. Исте године то је постигао и Р. Покорни из САД.
Независно од тога, тим под руководством Јуде Херш Квастела, радећи на експерименталној станици Ротамстед, дошао је до истог открића. Квастел је добио задатак од британског Савета за пољопривредна истраживања (ARC) да открије методе за побољшање приноса усева. Анализирајући тло као динамички систем, а не као инертну супстанцу, он је успео да примени технике попут перфузије. Квастел је успешно квантификовао утицај различитих биљних хормона, инхибитора и других хемикалија на активност микроорганизама у земљишту и проценио њихов директан утицај на раст биљака. Иако је комплетан рад ове јединице остао тајна, одређена открића су развијена за комерцијалну употребу након рата, укључујући једињење 2,4-D.

## Подела
По начину деловања на биљке, хербициди се деле на:
- тоталне, који уништавају све биљке
- селективне, који уништавају само одређене врсте биљака, у првом реду коровско биље

Према начину деловања могу се поделити на:
- хербициде контактног дејства
- транслокационе хербициде

Хербициди контактног дејства делују при непосредном контакту са надземним деловима биљака, док се транслокациони преносе по организму спроводним системима биљака.
Нека хемијска једињења која делују као хербициди означавају се као:
- арборициди (за уништавање дрвећа и шибља),
- дефолијанти (за изазивање опадања лишћа),
- десиканти (за изазивање сушења биљака),
- силвициди (за уништавање комплекса шума).

## Преглед хербицида
| Ознака | Активност против корова / Коровских биљака |
| ++++   | Одлична                                    |
| +++    | Врло добра                                 |
| ++     | Добра                                      |
| +      | Задовољавајућа                             |
| –      | Неодговарајућа                             |
| ?      | Није тестирана                             |

НА= Заштита од ризика после третмана
ВА= Заштита од ризика пре третмана
|  | инхибитор                          |
|  | инхибитор                          |
|  | Инхибитор синтезе целулозе         |
|  | Инхибитор фотосинтезе (PS инхибитор) |
|  | Тотални хербицид                   |
|  | Микротубулски инхибитор            |
|  | Супстанце раста                    |

| Коров                                 | Тепралоксидим | Глуфозинат | Флуфенацет | Напропамид | Исоксабен ВА | Флуазифоп-p-бутил НА | Метамитрон ВА+НА | Пропизамид | Фенмедифам | Клопиралид | Глифосат | Клетодим НА | Хлоридазон | Пендиметалин |
| (црна трава)                          | +             | ++++       | +++        | +++        | –            | +++                 | –                | +++        | –          | –          | ++++     | ++          | ++         | +            |
|                                       | ?             | +++        | ?          | ?          | ?            | –                   | –                | ?          | ?          | –          | +++      | –           | ++         | ++           |
|                                       | –             | –          | –          | ++         | ++++         | –                   | ++               | –          | +          | –          | ++++     | –           | –          | ++           |
|                                       | ?             | +++        | –          | ?          | ?            | –                   | ?                | ?          | +          | –          | ++++     | –           | –          | ++           |
|                                       | ?             | ++++       | –          | –          | ++           | –                   | ?                | ?          | +          | –          | ++++     | –           | ++         | ++           |
| Род (штирови)                         | ?             | ++++       | –          | ?          | +            | –                   | ++               | ?          | –          | –          | ++++     | –           | +++        | ++           |
| „Волонтерске” житарице                | +             | ++++       | –          | ++         | –            | +++                 | –                | ++++       | –          | –          | ++++     | ++          | –          | –            |
| „Волонтерски” представници рода       | –             | +++        | –          | –          | –            | –                   | –                | –          | –          | –          | ++++     | –           | –          | –            |
| Једногодишња пасја трава              | –             | ++++       | –          | ?          | +            | –                   | –                | –          | –          | –          | ++++     | –           | ++         | +++          |
| Представници рода (чичци)             | –             | ++         | –          | –          | –            | –                   | –                | –          | –          | ++         | +++      | –           | ++         | –            |
| Једногодишње метличасте траве         | ++            | ++++       | ++++       | ++++       | –            | –                   | –                | ++++       | –          | –          | +++      | ++          | +++        | ++           |
| Инхибитори летења (расејавања)        | +             | ++++       | +++        | +++        | –            | ++                  | –                | +++        | –          | –          | ++++     | +++         | –          | +            |
| „Француске” биљке                     | –             | ++++       | –          | –          | ++           | –                   | –                | –          | +++        | –          | ++++     | –           | +++        | +            |
| Дивље роткве, род                     | –             | +++        | +++        | ?          | ?            | –                   | –                | +          | +++        | –          | ++++     | –           | –          | +++          |
| Представници рода просо               | +             | +++        | ++         | ?          | –            | ++                  | –                | +          | –          | –          | ++++     | ++          | +++        | +            |
| пастирске торбице                     | –             | ++++       | ++         | –          | ++++         | –                   | ++++             | ?          | ++         | –          | ++++     | –           | +++        | ++           |
| Представници рода (пасја петерсилија) | ?             | ++++       | –          | ?          | +            | –                   | –                | ?          | –          | –          | ++++     | –           | +++        | –            |
| Представници рода (камилице)          | –             | ++++       | ++         | ++         | +            | –                   | –                | –          | –          | +          | ++++     | –           | ++         | +            |
| Мала коприва (род )                   | –             | ++++       | –          | +          | –            | –                   | +                | –          | ++         | –          | ++++     | –           | ++         | –            |
| Коровски редставници рода             | –             | ++         | +          | –          | –            | –                   | –                | –          | +          | –          | +++      | –           | +          | +            |
| Представници квргавог корова          | –             | ++         | –          | +++        | –            | –                   | –                | –          | +          | –          | +++      | –           | +          |              |
| Амброзија, крсташице (родови и )      | –             | ++++       | +          | +          | +++          | –                   | ++               | –          | +++        | +          | ++++     | –           | +++        | –            |
| (љутићи)                              | –             | –          | –          | –          | –            | –                   | –                | –          | –          | –          | ++       | –           | ++         | –            |
| Жабљи рогоз                           | ?             | +++        | ++         | ++         | +            | ?                   | +++              | +++        | –          | –          | ++++     | ?           | –          | ?            |
| Представници рода                     | –             | ++++       | –          | +++        | ++++         | –                   | –                | –          | ++++       | –          | ++++     | –           | ++         | ++           |
| представници рода честославица)       | ?             | ++++       | –          | +          | +++          | –                   | –                | ++         | +          | –          | ++++     | –           | +          | +++          |
| и сродне врсте                        | +             | +          | –          | –          | –            | +                   | –                | +          | –          | –          | +++      | +           | –          | –            |
| (помоћнице)                           | –             | ++++       | +          | –          | ++           | –                   | –                | ?          | –          | –          | ++++     | –           | ++         | +            |
| Представници рода                     | –             | +++        | –          | ?          | ++++         | –                   | –                | ?          | –          | –          | ++++     | –           | ?          | –            |
|                                       | –             | ++++       | +          | +          | +++          | –                   | –                | +++        | +++        | –          | ++++     | –           | ++         | +++          |
| Пашњачки корови                       | –             | ++         | –          | ?          | –            | –                   | –                | –          | –          | –          | –        | –           | –          | –            |
| Бело зеље, представници рода          | –             | ++++       | –          | ++++       | ++++         | –                   | –                | –          | ++++       | –          | ++++     | –           | ++         | ++           |
| и обичне зимске стабљике              | +             | ++++       | +++        | +++        | –            | ++                  | ++               | ++         | –          | –          | ++++     | +++         | +++        | ++           |

## Групе хербицидних супстанци
| Значајни хербициди[13]   |                             |                                    |
| Група супстанци          | Активно једињење групе      | Продаја у свету (%) (S-група, 2000) |
| Аминокиселински деривати | Глифосат                    | 18,0                               |
| Сулфонилуреа             | Амидосулфурон               | 10,8                               |
| Триазин                  | Атразин                     | 8,5                                |
| Препарати уреје          | Монурон                     | 4,3                                |
| Декоплер                 | 2-Метил-4,6-динитрофенол (DNOC) |                                    |
| Анилид                   | Пропанил                    |                                    |
| Триазинон                | Метамитрон                  |                                    |
| Бензотиадиазол           | Бентазон                    |                                    |
| Фенилпиридазин           | Пиридат                     |                                    |
| Циклохександион          | Циклоксидим                 |                                    |
| Бипиридил                | Дикватдибромид              |                                    |
| Заштитници семена        | Циометринил                 |                                    |

## Галерија slika
- Усеви након третмана хербицидом
- Оштећена трава након посипања хербицидом
- Закржљали раст маслачка (Taraxacum officinale) услед третмана хербицидом